# 森永卓郎
森永卓郎（日语：／ Morinaga Takurō，1957年7月12日—2025年1月28日）是一名日本評論家，專攻經濟、計量經濟、勞動經濟、教育計畫。

## 生平
1957年出生于東京都，1980年毕业于东京大学，之后加入日本專賣公社。后担任三和總合研究所經濟、社会政策部長。獨協大学經濟学部教授。
2025年1月28日逝世於家中，享年67歲。

## 家庭
父亲是每日新闻社记者森永京一，长子是日本企业家森永康平。